# Małolaty ninja na wojennej ścieżce
Małolaty ninja na wojennej ścieżce – amerykańska komedia z 1995.

## Fabuła
Trzej bracia – wojownicy Rocky, Colt i Tum Tum – są świadkami napadu na nastoletnią Indiankę Jo. Stają w jej obronie. Dowiadują się, że ojciec dziewczyny został porwany. Zdobył bowiem dowody przeciwko wpływowym ludziom, którzy zamierzają składować na terenie rezerwatu szkodliwe odpady chemiczne. Bracia ruszają mu na pomoc.

## Obsada
- Chad Power
- Max Elliott Slade
- Jeff Cadiente
- Wayne Collins Jr.
- Gary Epper
- Stuart Proud Eagle Grant
- Janie Melissa Gunderson
- Dennis Holahan
- Michael Hungerford
- Patrick Kilpatrick
- Don Stark
- Crystle Lightning
- Victor Wong
- Selina Jayne
- Cathy Perry
- Donal Logue
- Michael Treanor
- Kait Lyn Mathews
- Amanda Nicole Power
- Charles Napier
- Eric Mansker
- Danuel Pipoly
- Sheldon Peters Wolfchild
- Vincent Schiavelli
- Ted Pitsis
- Nick Ramus
- Erin Treanor
- Don Shanks